# قضیه مقدار میانی

قضیهٔ مقدار میانی

در آنالیز ریاضی، قضیه مقدار میانی یا قضیه بولتسانو بیان می‌کند که برای هر تابع پیوسته {\displaystyle f} روی بازهٔ {\displaystyle [a,b]}، به ازای هر مقدار {\displaystyle u} که میان {\displaystyle f(a)} و {\displaystyle f(b)} و یا برابر آنان باشد، حداقل یک عدد مانند {\displaystyle c} در بازه {\displaystyle [a,b]} وجود دارد که {\displaystyle f(c)=u}. 
حالتی از این قضیه نخستین بار توسط برنارد بولتسانو اثبات شد که برای وجود ریشه بین دو مقدار مثبت و منفی بیان می‌شود: اگر برای تابع {\displaystyle f}، پیوسته روی {\displaystyle [a,b]}، داشته‌ باشیم {\displaystyle f(a)f(b)<0}، آنگاه وجود دارد حداقل یک مقدار چون {\displaystyle c\in [a,b]} به طوری که {\displaystyle f(c)=0}.
قضیه ای با نام مشابه برای انتگرال ها وجود ندارد. این قضیه را نباید با قضیه مقدار میانگین اشتباه بگیریم.